# Запутное
Запутное — деревня в Орехово-Зуевском муниципальном районе Московской области. Входит в состав сельского поселения Дороховское. Население — 412 чел. (2010).

## Расположение
Деревня Запутное расположена в юго-восточной части Орехово-Зуевского района, примерно в 30 км к юго-востоку от города Орехово-Зуево. Высота над уровнем моря 126 м.

## История
На момент отмены крепостного права деревня принадлежала помещицам Розановой, Ухтомской, Кругликовой, Шатиловой и помещику Траковскому. После 1861 года деревня вошла в состав Старо-Василевской волости Егорьевского уезда. Приход находился в селе Знаменское.
Около 1906 года был построен деревянный молитвенный дом в честь Иконы Божией Матери Знамение, позже в 1912—1914 годах построен каменный храм.
В 1926 году деревня входила в Запутновский сельсовет Красновской волости Егорьевского уезда.
В 1994—2004 годах Запутное было центром Красновский сельский округ Орехово-Зуевского района, а в 2004—2006 годах входило в состав Дороховского сельского округа.

## Население
В 1885 году в деревне проживало 609 человек, в 1905 году — 604 человека (274 мужчины, 330 женщин), в 1926 году — 898 человек (438 мужчин, 460 женщин). По переписи 2002 года — 447 человек (197 мужчин, 250 женщин).
| 1859 | 1868 | 1885 | 1905 | 1926 | 2002 | 2006 |
| ---- | ---- | ---- | ---- | ---- | ---- | ---- |
| 379  | ↘378 | ↗609 | ↘604 | ↗898 | ↘447 | ↗448 |
| 2010 |      |      |      |      |      |      |
| ↘412 |      |      |      |      |      |      |